# Tiny Bradshaw
Myron „Tiny“ Bradshaw (* 23. September 1905 in Youngstown, Ohio; † 26. November 1958 in Cincinnati) war ein US-amerikanischer Bandleader, Sänger, Arrangeur und Produzent (sowie Schlagzeuger und Pianist) des Jazz und Rhythm and Blues.

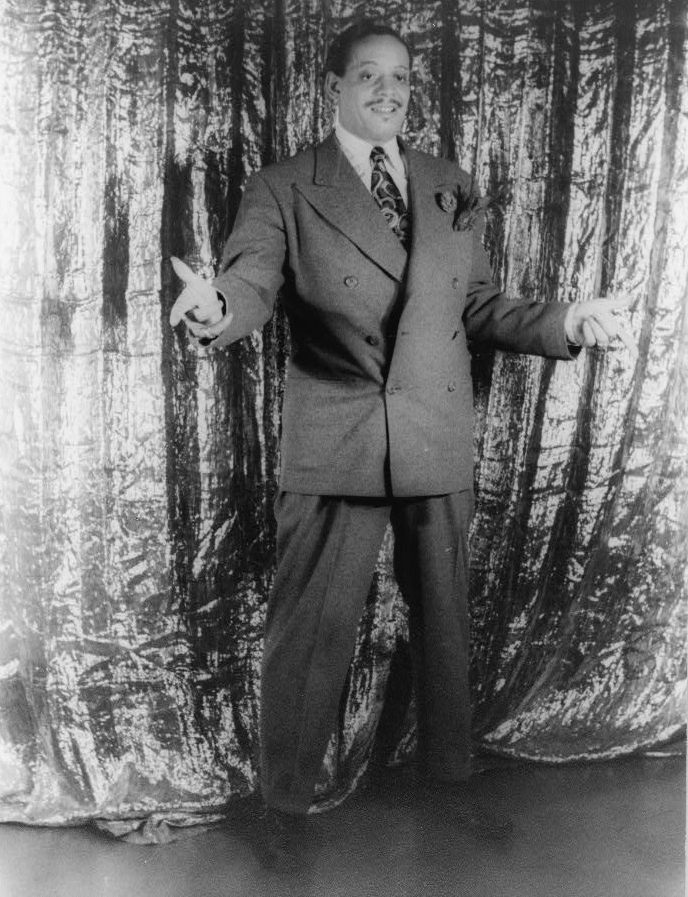
Tiny Bradshaw

Bradshaw studierte zunächst Psychologie an der Wilberforce University und sang dann mit Horace Hendersons „Collegians“ bei College-Auftritten in Ohio. 1932 zog er nach New York City, wo er Schlagzeuger bei den „Alabamians“ von Marion Hardy, den „Charleston Bearcats“ (später „Savoy Bearcats“) und der „Mills Blue Rhythm Band“ war und 1932 für Luis Russell sang. 1934 gründete er sein eigenes Swing-Orchester, das er nach dem Vorbild von Cab Calloway. Hits waren u. a. „The Darktown Strutters’ Ball“ und „Shout Sister Shout“. 
Bekannt wurde er vor allem mit seiner Rhythm-and Blues Band ab 1945, als Fortsetzung einer Band, die er im Zweiten Weltkrieg bei der US-Armee leitete. Hits waren z. B. „Well Oh Well“ (1950, King), mit denen sie auch beim weißen Publikum großen Erfolg hatten, „Breaking up the house“ (1950), „Train-Kept-a-Rollin“ von 1952 (das mit Johnny Burnette 1955 und den Yardbirds 1965 bekannt wurde) und „Soft“ (1952). Sänger der Band war ab 1952 u. a. Tiny Kennedy, die Saxophonisten Rufus Gore und Red Prysock. 1954 tourte er mit Dinah Washington. In seinen letzten Lebensjahren hatte er zunehmend Gesundheitsprobleme, er erlitt mehrere Schlaganfälle. In seiner Band spielten zeitweise  Jimmy Coe, Gigi Gryce, Sonny Stitt, Russell Procope, Red Prysock, Shadow Wilson, Charlie Shavers, Billy Kyle, Shad Collins, Gil Fuller, Charlie Fowlkes, Sil Austin und Billy Ford.

## Lexikalischer Eintrag
- Leonard Feather, Ira Gitler: The Biographical Encyclopedia of Jazz. Oxford University Press, New York 1999, ISBN 0-19-532000-X.